# Дибук. Історія мандрівних душ
«Дибук. Історія мандрівних душ» — польсько-українсько-шведсько-ізраїльський документальний фільм, знятий польським режисером Кшиштофом Копчинським за його власним сценарієм.

## Сюжет
Прибиральник могили ребе Нахмана в Брацлаві готується до прибуття 20000 хасидів, які їдуть відсвяткувати єврейський Новий рік.

## Визнання
| Нагороди та номінації фільму «Дибук. Історія мандрівних душ» | Нагороди та номінації фільму «Дибук. Історія мандрівних душ» | Нагороди та номінації фільму «Дибук. Історія мандрівних душ» | Нагороди та номінації фільму «Дибук. Історія мандрівних душ» | Нагороди та номінації фільму «Дибук. Історія мандрівних душ» | Нагороди та номінації фільму «Дибук. Історія мандрівних душ» |
| Рік                                                          | Нагорода                                                     | Категорія                                                    | Номінант                                                     | Результат                                                    |                                                              |
| ------------------------------------------------------------ | ------------------------------------------------------------ | ------------------------------------------------------------ | ------------------------------------------------------------ | ------------------------------------------------------------ | ------------------------------------------------------------ |
| 2015                                                         | Одеський міжнародний кінофестиваль                           | Найкращий фільм (Національна конкурсна програма)             | «Дибук. Історія мандрівних душ»                              | Номінація                                                    |                                                              |
| 2015                                                         | Одеський міжнародний кінофестиваль                           | Приз ФІПРЕССІ                                                | «Дибук. Історія мандрівних душ»                              | Перемога                                                     |                                                              |
| 2015                                                         | Міжнародний фестиваль документального кіно DOK Leipzig       | Нагорода «Лейпцігське кільце»                                | «Дибук. Історія мандрівних душ»                              | Номінація                                                    |                                                              |